# David Najem
David Najem est un footballeur international afghan né le 26 mai 1992. Il joue au poste d'arrière droit. Son frère, Adam Najem, est également footballeur.

## Biographie

### En club
Il est formé à partir de l'âge de quatorze ans à l'académie des Red Bulls de New York. En 2010, il s'inscrit à l'Université Columbia et joue durant quatre saisons dans l'équipe de soccer des Lions de Columbia. Lors de sa dernière saison, il est élu meilleur joueur offensif de l'année d'Ivy League, totalisant cinq buts et six passes décisives.
En février 2014, il s'engage avec l'Eintracht Bamberg en Regionalliga Bayern. Il y marque son premier but le 4 avril 2014 lors d'une défaite 2-3 contre le TSV Rain/Lech.
En 2016, il revient aux États-Unis et s'engage avec les New York Red Bulls II, l'équipe réserve des Red Bulls de New York. Il participe à la finale des séries éliminatoires de la United Soccer League remportée par son équipe 5-1 contre les Swope Park Rangers. Il marque son premier but avec le club le 15 juillet 2017 lors d'une défaite 2-3 contre l'Independence de Charlotte.
En janvier 2018, il signe en faveur des Rowdies de Tampa Bay. Il y marque son unique but le 7 avril 2019 face à l'Athletic d'Hartford (victoire 4-0).
En janvier 2020, il rejoint New Mexico United. Il fait ses débuts le 8 mars face au Bold d'Austin (défaite 1-0). À l'issue du championnat, le club est qualifié pour les séries éliminatoires du USL Championship lors desquelles il s'incline en quarts de finale face au Locomotive d'El Paso (1-1 5-3).

### En équipe nationale
Il reçoit sa première sélection en équipe d'Afghanistan le 7 juin 2019, en amical contre le Tadjikistan (match nul 1-1).
Il participe ensuite aux éliminatoires du mondial 2022. Il joue à cette occasion, en novembre 2019, deux rencontres face à l'Inde (match nul 1-1), et au Qatar (défaite 0-1).

## Statistiques
| Saison                | Club                     | Championnat           | Championnat | Championnat | Coupe(s) nationale(s) | Coupe(s) nationale(s) | Séries | Séries | Afghanistan | Afghanistan | Total | Total |
| Saison                | Club                     | Division              | M.          | B.          | M.                    | B.                    | M.     | B.     | M.          | B.          | M.    | B.    |
| 2013-2014             | Eintracht Bamberg        | Regionalliga Bayern   | 13          | 1           | 0                     | 0                     | -      | -      | -           | -           | 13    | 1     |
| 2014-2015             | Eintracht Bamberg        | Regionalliga Bayern   | 24          | 1           | 1                     | 0                     | -      | -      | -           | -           | 25    | 1     |
| Sous-total            | Sous-total               | Sous-total            | 37          | 2           | 1                     | 0                     | -      | -      | 0           | 0           | 38    | 2     |
| 2016                  | Red Bulls II de New York | USL                   | 15          | 0           | -                     | -                     | 4      | 0      | -           | -           | 19    | 0     |
| 2017                  | Red Bulls II de New York | USL                   | 30          | 1           | -                     | -                     | 3      | 0      | -           | -           | 33    | 1     |
| Sous-total            | Sous-total               | Sous-total            | 45          | 1           | 0                     | 0                     | 7      | 0      | 0           | 0           | 52    | 1     |
| 2018                  | Rowdies de Tampa Bay     | USL                   | 5           | 0           | 0                     | 0                     | -      | -      | -           | -           | 5     | 0     |
| 2019                  | Rowdies de Tampa Bay     | USL Championship      | 12          | 1           | 2                     | 0                     | 0      | 0      | 3           | 0           | 17    | 1     |
| Sous-total            | Sous-total               | Sous-total            | 17          | 1           | 2                     | 0                     | 0      | 0      | 3           | 0           | 22    | 1     |
| 2020                  | New Mexico United        | USL Championship      | 11          | 0           | 0                     | 0                     | 2      | 0      | 0           | 0           | 13    | 0     |
| 2021                  | New Mexico United        | USL Championship      | 14          | 0           | 0                     | 0                     | -      | -      | 5           | 0           | 19    | 0     |
| Sous-total            | Sous-total               | Sous-total            | 25          | 0           | 0                     | 0                     | 2      | 0      | 5           | 0           | 32    | 0     |
| Total sur la carrière | Total sur la carrière    | Total sur la carrière | 124         | 4           | 3                     | 0                     | 9      | 0      | 8           | 0           | 144   | 4     |

## Palmarès
Avec les Red Bulls II de New York, il remporte la United Soccer League en 2016.